# Iglesia de San Justo (Lucca)
La iglesia de San Justo (Chiesa di San Giusto en italiano) es una iglesia católica de la ciudad de Lucca (Toscana, Italia central), que se encuentra en la plaza homónima.
El edificio actual, que se encuentra construido sobre uno ya existente previamente, data de la segunda mitad del siglo XII. Consta de una nave y dos pasillos con ábsides. La fachada tiene una decoración mixta: piedra desnuda en la primera mitad y rayas blancas y negras en la parte superior. Además en la parte más alta existen dos falsas galerías, una encima de la otra, formadas por arcos y columnas sobrepuestos directamente sobre la fachada.
El portal central se hizo por el taller de Guidetto, y, entre otros detalles, incluye dos atlantes en torsión (de los cuales el de la izquierda prácticamente ha desaparecido) que sostienen sendos leones que sobresalen a ambos lados de la luneta. El resto de la decoración presenta motivos vegetales o criaturas fantásticas. Las dos raíces de la arquivolta interna (que tiene un patrón de filas en blanco y negro como en la fachada superior) presenta dos cubos con máscaras de origen clásico. Está coronado por una bífora doble.
Los portales laterales tienen decoraciones más sobrias, en su mayoría se limita a las capiteles, siendo similares a los del portal central. Estos dos portales laterales están coronados por bíforas simples. 
El interior de la iglesia fue rehecho en el siglo XVII siguiendo un estilo barroco.

## Galería de imágenes

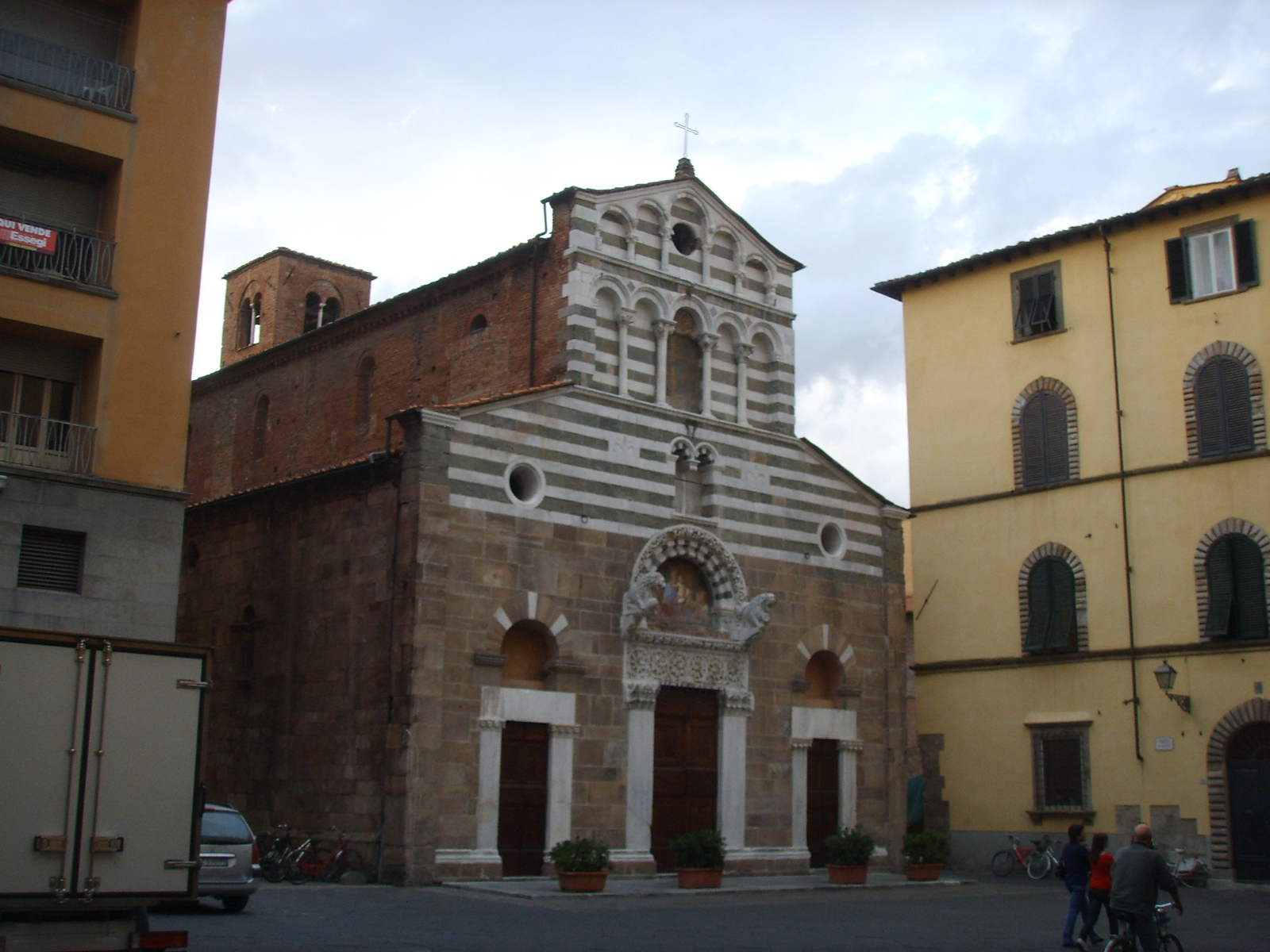
Vista de la iglesia
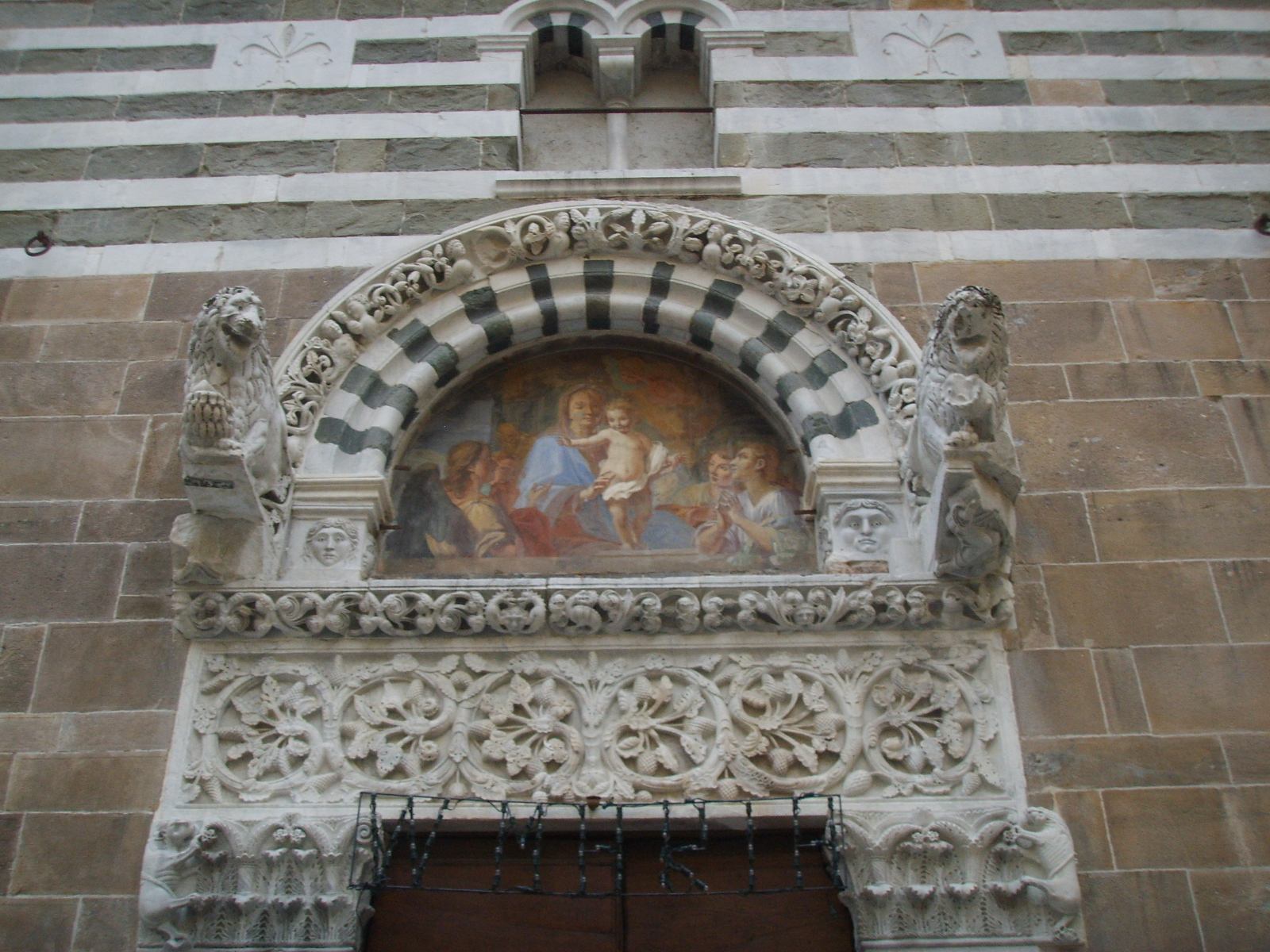
El portal
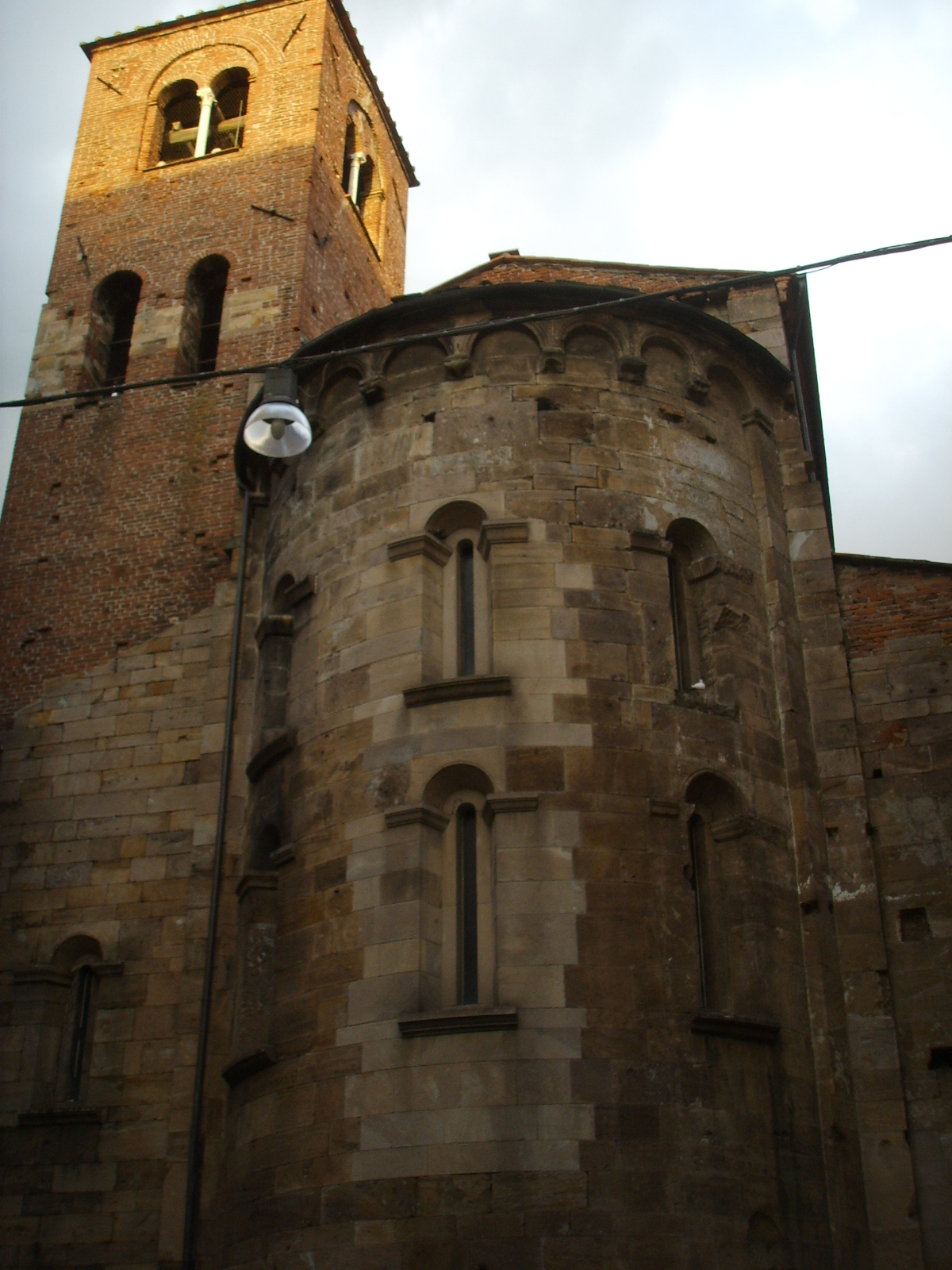
El ábside y el campanario

- Datos: Q3670688
- Multimedia: San Giusto (Lucca) / Q3670688